# Theo de Jong
Theo de Jong (* 11. srpna 1947, Leeuwarden) je bývalý nizozemský fotbalista, záložník. Po skončení aktivní kariéry působil jako trenér.

## Fotbalová kariéra
Začínal v 2. nizozemské lize v týmu Blauw-Wit Amsterdam. V nizozemské lize hrál za NEC Nijmegen, Feyenoord a Roda JC Kerkrade. Dále hrál dvě sezóny za čínský klub Seiko SA, se kterým získal v obou letech mistrovský titul. Po návratu z Číny odehrál jednu sezónu za FC Den Bosch. Nastoupil ve 373 ligových utkáních a dal 129 gólů. V sezóně 1973–74 vyhrál nizozemskou ligu s Feyenoordem. V Poháru mistrů evropských zemí nastoupil ve 4 utkáních a v Poháru UEFA nastoupil ve 25 utkáních, dal 14 gólů a soutěž v roce 1974 s Feyenoordem vyhrál. Za nizozemskou reprezentaci nastoupil v letech 1972–1974 v 15 utkáních a dal 3 góly. Byl členem nizozemské reprezentace na Mistrovství světa ve fotbale 1974, kdy Nizozemí získalo stříbrné medaile za 2. místo. Nastoupil ve 4 utkáních a dal 1 gól.

## Ligová bilance
| Ročník                    | Zápasy | Góly | Klub                |
| ------------------------- | ------ | ---- | ------------------- |
| Eerste Divisie 1966/67    | -      | -    | Blauw-Wit Amsterdam |
| Eerste Divisie 1967/68    | -      | -    | Blauw-Wit Amsterdam |
| Eerste Divisie 1968/69    | -      | -    | Blauw-Wit Amsterdam |
| Eerste Divisie 1969/70    | -      | -    | Blauw-Wit Amsterdam |
| Eredivisie 1970/71        | 31     | 15   | NEC Nijmegen        |
| Eredivisie 1971/72        | 26     | 5    | NEC Nijmegen        |
| Eredivisie 1972/73        | 32     | 10   | Feyenoord           |
| Eredivisie 1973/74        | 34     | 16   | Feyenoord           |
| Eredivisie 1974/75        | 34     | 13   | Feyenoord           |
| Eredivisie 1975/76        | 29     | 12   | Feyenoord           |
| Eredivisie 1976/77        | 34     | 10   | Feyenoord           |
| Eredivisie 1977/78        | 31     | 9    | Roda JC Kerkrade    |
| Eredivisie 1978/79        | 33     | 20   | Roda JC Kerkrade    |
| Eredivisie 1979/80        | 30     | 8    | Roda JC Kerkrade    |
| Eredivisie 1980/81        | 31     | 7    | Roda JC Kerkrade    |
| Eredivisie 1983/84        | 28     | 4    | FC Den Bosch        |
| CELKEM 1. nizozemská liga | 373    | 129  |                     |

## Trenérská kariéra
Trénoval v Nizozemsku BVV Den Bosch, PEC Zwolle, SC Cambuur, Willem II Tilburg a Go Ahead Eagles a v Číně Persepolis FC a Esteghlal FC.